# Johan Ferrier
Johan Henri Eliza Ferrier, född 12 maj 1910 i Paramaribo, död 4 januari 2010 i Oegstgeest, Nederländerna, var en surinamesisk politiker. Han var Surinams förste president 1975-1980. Han tvingades avgå efter statskupp 1980 och flyttade till Nederländerna där han bodde resten av sitt liv. Ferrier var vid sin död en av världens äldsta före detta stats- och regeringschefer.